# Allegri becchini… arriva Trinità
Allegri becchini… arriva Trinità ist eine im deutschen Sprachraum nicht aufgeführte, mit bescheidenen finanziellen Mitteln hergestellte Italowestern-Komödie, den Ferdinando Merighi unter Pseudonym 1971 inszenierte.

## Handlung
Swanee herrscht über eine Gruppe von Banditen, die den Auftrag erhalten, im nahegelegenen Städtchen eine Frau zu entführen. Der erste Versuch misslingt; in der Stadt sorgen die Schießereien für viele Tote. Als Ex-Sheriff Chad Randall (auch Trinità genannt) dorthin zurückkommt, findet er seine Schwester – um sie handelte es sich bei der Frau – erschossen von Banditen. Als selbsternannter Kopfgeldjäger setzt er sich auf die Spur der Gangster und jagt sie einen nach dem anderen. Der Auftraggeber der Banditen trägt eine schwarze Kapuze und kommuniziert mit seinen Leuten per Handzeichen, die ein Indianer übersetzt. Randall kann nicht nur seine Rachegelüste stillen, er bringt dem Örtchen auch wieder den Frieden zurück.

## Kritik
Christian Keßler urteilt in seinem Lexikon zum Genre, dies sei einer jener Filme, „die so unglaublich schlecht sind, daß man seinen Augen kaum zu trauen meint“. Jeder sei „komplett hilflos, verstrickt in die wilden Fantasien eines Drehbuchs voller versteckter Gemeinheiten.“